# Phainantha
Phainantha là chi thực vật có hoa trong họ Mua.